# Clube Atlético Mineiro
Clube Atlético Mineiro is een Braziliaanse voetbalclub uit de stad Belo Horizonte, staat Minas Gerais. Atletico Mineiro is opgericht op 25 maart 1908, en is daarmee een van de oudste clubs in Brazilië. Atlético Mineiro werkt zijn wedstrijden af in het Arena MRV. Arena MRV kan 46.000 toeschouwers herbergen.

## Geschiedenis
Atlético Mineiro werd op 25 maart 1908 opgericht door een groep studenten uit Belo Horizonte, die besloten dat de clubnaam Athletico Mineiro Foot Ball Club moest worden. De club is zowel nationaal als internationaal succesvol. Zo werd de club onder andere 42 keer staatskampioen van Mineiro (een record) en werd in 1971 eenmaal het landskampioenschap gewonnen. Op internationaal niveau werd tweemaal de Copa CONMEBOL gewonnen, het toenmalige Zuid-Amerikaanse equivalent van de UEFA Cup (in 1992 en 1997). In 2013 werd de CONMEBOL Libertadores (met onder anderen Ronaldinho) en in 2014 de CONMEBOL Recopa gewonnen.
In 1984 kreeg Atletico Mineiro enige bekendheid in Nederland nadat het Amsterdam 700 Tournament werd gewonnen door onder andere Feyenoord en Ajax te verslaan. 
Op 2 december 2021 werd Atlético Mineiro voor de tweede keer in de clubgeschiedenis kampioen van Brazilië.
Op 20 februari 2022 won Atlético Mineiro voor de eerste keer in de clubhistorie de Supercopa do Brasil door de strafschoppenreeks met 8–7 te winnen van Flamengo.

## Erelijst
| Continentaal                  |     | |
| CONMEBOL Libertadores         | 1x  | 2013 |
| Copa CONMEBOL                 | 2x  | 1992, 1997 |
| CONMEBOL Recopa               | 1x  | 2014 |
| Nationaal                     |     | |
| Campeonato Brasileiro Série A | 3x  | 1937, 1971, 2021 |
| Copa do Brasil                | 2x  | 2014, 2021 |
| Supercopa do Brasil           | 1x  | 2022 |
| Copa dos Campeões Estaduais   | 1x  | 1937 |
| Copa dos Campeões Brasileiros | 1x  | 1978 |
| Campeonato Brasileiro Série B | 1x  | 2006 |
| Regionaal                     |     | |
| Campeonato Mineiro            | 49x | 1915, 1926, 1927, 1931, 1932, 1936, 1938, 1939, 1941, 1942, 1946, 1947, 1949, 1950, 1952, 1953, 1954, 1955, 1956, 1958, 1962, 1963, 1970, 1976, 1978, 1979, 1980, 1981, 1982, 1983, 1985, 1986, 1988, 1989, 1991, 1995, 1999, 2000, 2007, 2010, 2012, 2013, 2015, 2017, 2020, 2021, 2022, 2023, 2024 |
| Taça Minas Gerais             | 5x  | 1975, 1976, 1979, 1986, 1987 |

## Stadions
De club nam in 1929 zijn intrek in het Estádio Presidente Antônio Carlos en speelde daar tot 1950 toen het verhuisde naar het veel grotere Estádio Independência, dat gebouwd werd voor het WK 1950. In 2019 ging de club in het Mineirão spelen dat aan meer dan 60.000 toeschouwers plaats bood. Echter begon de club in 2020 al met de bouw van een nieuw, kleiner stadion, de Arena MRV, dat aan ongeveer 46.000 toeschouwers plaats bood en in 2023 in gebruik genomen werd. 

## Bekende (oud-)spelers

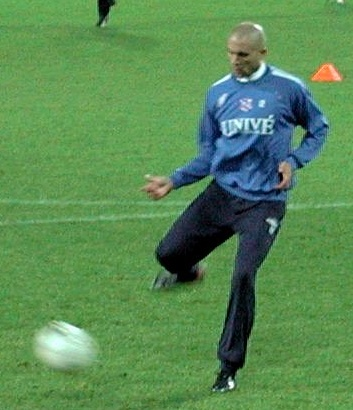
Afonso Alves, afkomstig van Atlético Mineiro, wist bij Heerenveen in 2007 topscorer van de Eredivisie te worden en eindigde het seizoenstotaal met 34 doelpunten. Alves wist zeven doelpunten te scoren in de wedstrijd tegen Heracles Almelo (9-0 winst voor Heerenveen).

- Afonso Alves
- Guilherme Alves
- Bernard
- Leandro Castán
- Catanha
- Cicinho
- Danilinho
- Darley
- Deyverson
- Diego Alves
- Edcarlos
- Éder Aleixo
- Euller
- Fred
- Hulk
- Gilberto Silva
- Lincoln
- Mancini
- Lucas Pratto
- Reinaldo
- Jonathan Reis
- Robinho
- Ronaldinho
- Márcio Santos
- Taffarel
- Diego Tardelli
- Eduardo Vargas